# Quintus Articuleius Paetinus

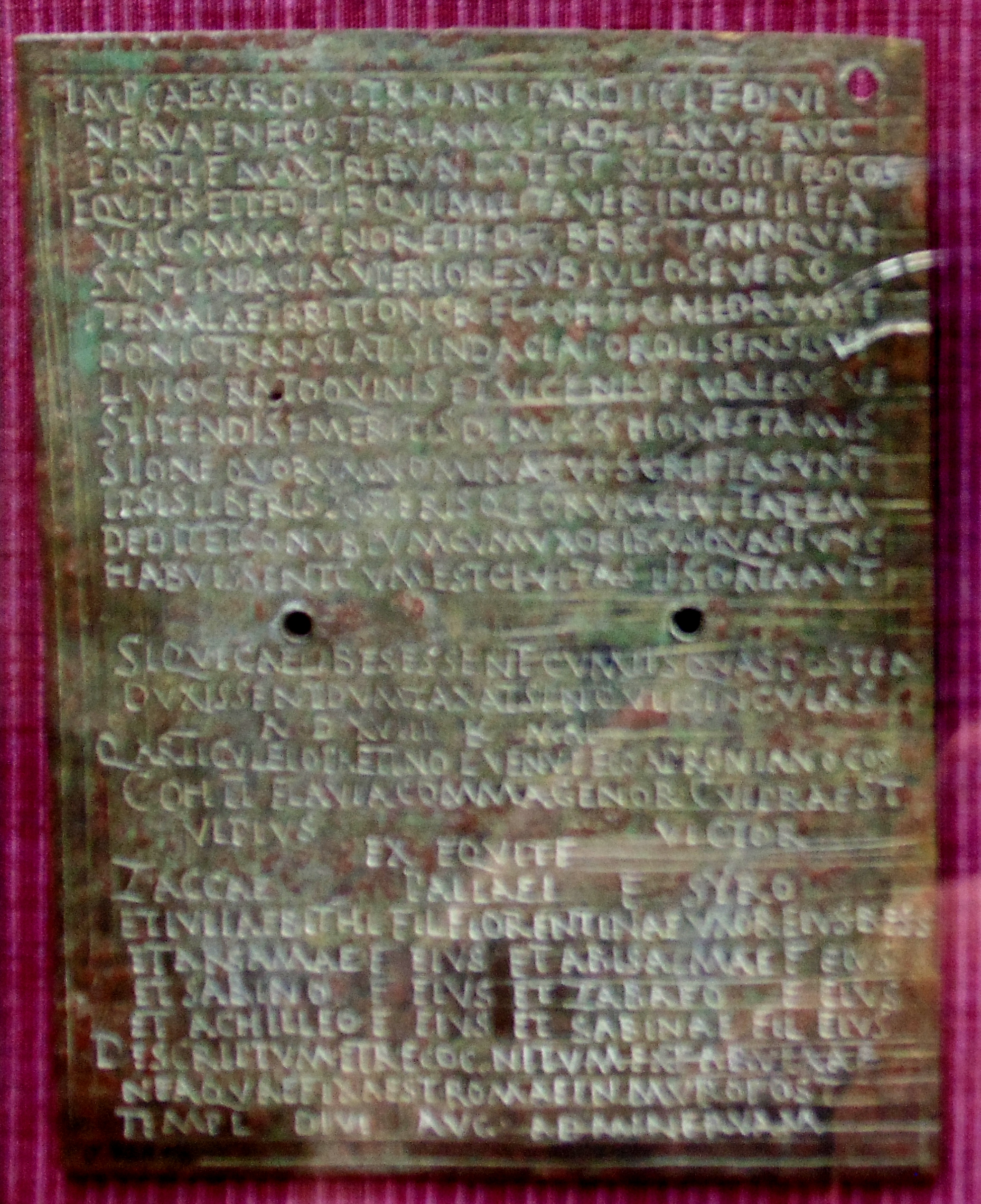
Das Militärdiplom

Quintus Articuleius Paetinus war ein im 1. und 2. Jahrhundert n. Chr. lebender römischer Politiker.
Durch ein Militärdiplom, das auf den 14. April 123 datiert ist, ist belegt, dass Paetinus 123 zusammen mit Lucius Venuleius Apronianus ordentlicher Konsul war. Darüber hinaus werden die beiden Konsuln noch in einer Inschrift und zahlreichen Ziegelstempeln aufgeführt.